# Juan Huallparrimachi
Juan Huallparrimachi Mayta (San Pedro de Macha, Bolivia, 1793- 1814) fue un escritor y poeta boliviano que contribuyó a la literatura quechua.

## Biografía
Nació en el pueblo de San Pedro de Macha, provincia de Chayanta en el departamento de Potosí, en Bolivia. Nieto de un judío portugués, hijo de indígena cusqueña y padre español, quedó huérfano de padre y madre poco después de nacer. Fue criado por indígenas y después adoptado por los guerrilleros Manuel Ascencio Padilla y Juana Azurduy de Padilla, con quienes luchó contra el gobierno español. Como solo sabía el apellido de su abuelo materno, lo adoptó. 
Murió a la edad de 20 años, en una de las batallas de la independencia en 1814, a las órdenes de su protectora y jefa Doña Juana Azurduy de Padilla. Pasó a la inmortalidad como "Soldado Poeta" en la literatura boliviana.
Pese a que sabía el español perfectamente solo escribió en quechua, tampoco manejó otra arma que la honda indígena. La obra dedicada a este tema es "12 Poemas de Wallparimachi".

## Obra
Poco se recogió de su obra, llena siempre de nostalgia. Al parecer, sus poesías pasaron como anónimas al canto popular. Algunas de ellas son: Mi Madre, Tu Pupila, La Partida, Despedida y Amame.